# Dan Daniels (homme politique)
Pour les articles homonymes, voir Dan Daniels et Daniels.
Daniel Zederayko Daniels (8 novembre 1908-11 novembre 1991) est un enseignant et un homme politique provincial canadien de la Saskatchewan. Il représente la circonscription de Pelly à titre de député du Co-operative Commonwealth Federation de 1944 à 1948.

## Biographie
Née à Gorlitz (en) en Saskatchewan, il est le fils de Daniel Daniels et d'Axana Hanthar, tous deux immigrants provenant de l'Ukraine. Daniels étudie ensuite à Yorkton et à Regina. En 1937, il épouse Kathleen Franko et enseigne pendant 8 ans.
S'installant à Canora, il devient député de Pelly en 1944. Défait lorsqu'il tente d'être réélu en 1948, il poursuit sa carrière politique en servant comme maire de Canora de 1952 à 1958. Il siège aussi en tant que président de la Canora Union Hospital et vice-président de la Saskatchewan seniors' association.
Il meurt à la Canora Union Hostpital à l'âge de 83 ans.